# السلهام
السّْلْهَام-السَّلْهَامُ أوسَلْهَامٌ هو لباس تقليدي مغربي، ويعد من الأزياء الوطنية القديمة في المغرب، وهو عبارة عن رداء أصيل للرجال (ومؤخرًا بات لباس للنساء أيضًا)، ارتداه السلاطين ورجال المخزن (إدارة الدولة) والفقهاء وعامة الناس، حتى عدّ الهندام ناقصًا من دونه، خصوصًا خلال الأعياد والحفلات الدينية والدنيوية والمراسيم المخزنية. سماه الأندلسيون البرنص أو البرنوص واستعملوه في أسفارهم ورحلاتهم. و يعتبر السلهام من الأزياء القديمة في المغرب وهو يُقابل البشت في دول الشرق.

## صناعة السلهام
يُصنع السلهام من مواد مختلفة بما في ذلك القطن والحرير، في حين يُصنع من صوفِ الأغنام أو جلدِ الماعز بالنسبة للذين يقطنون في جبال الأطلس، وذلكَ بسببِ البردِ هناك. عادةً ما يتخذ السلهام اللون الأحمر بدرجاته والأسود الفاحم، أو لونِ شعر الضأن والإبل. وقد اشتهرت منطقة جبل مديون ، شرقي مدينة فاس، ونواحي تادلا، بصناعة السلهام المغربي، فيما اختصت بعض أحياء مدينة فاس بصناعة كل ما يزين به هذا اللباس. وقد بلغت الأندلس شأنًا بعيدًا في هذا المجال، فضمن الهدايا الملوكية التي ذكرت في عهد الحكم الثاني المستنصر، نجد برنسًا له لوزة مفرغة من خالص التبر مرصعة بالجوهر والياقوت. كما أن السلهام يعد من أبرز الخصوصيات الحضارية والثقافية التي تميزت بها مدينة فجيج عن باقي المدن المغربية ، وهو يمثل جزء أساسي من هوية ساكنب المدينة، وبالرغم من التطورات التي يشهدها المجتمع المغربي والتغييرات التي دخلت على نمط عيشه المستلهم من روح العصر، إلا أن اللباس التقليدي المحلي يظل ملازما لتفاصيل الحياة لأهل منطقة فجيج ، وقد تبلغ مدة صناعة “سلهام” واحد تعمل عليه خمس نساء حوالي 10 أيام، وتبدأ العملية بغزل الصوف ثم نسجه فخياطته.
أن نسج سلهام الصوف يتطلب ستة كيلوغرامات من هذه المادة. وتتكون الخرقة عادة من السدى واللحمة (الطعمة) بطول يتراوح بين ثلاثة أمتار وثلاثة أمتار وعشرين سنتمترا، ويستغرق إنجازها شهرا كاملا. أما بخصوص خرقة سلهام الوبر، التي تتطلب ثلاثة كيلوغرامات من شعر الإبل، فيستغرق إنجازها شهرين إلى شهرين ونصف. وبعد هجرة المورسكيين من الاندلس إلى شمال افريقيا ادخلت صناعة النسيج الحرير والقطن، واصبح السلهام اكثر جودة واناقة، وكان السلهام زيا اساسيا للفرسان وامراء الجيش والحكام، وبقى كذلك حتى اليوم، وحرص ملوك المغرب وخاصة العلويين – اجداد الملك محمد السادس- على ارتداء السلهام حتى الآن في المناسبات القومية، وفي اعياد العرش وتجديد البيعة،
ويتراوح سعر السلهام المصنوع من الصوف ما بين خمسمائة درهم إلى سبعمائة درهم بينما يتراوح سعر سلهام الوبر بين سبعمائة وخمسون درهما واثني عشر ألف درهم، وينسج تحت الطلب لغلائه، وخصوصا المنسوج من شعر الإبل الأسود.

## المكانة الاجتماعية للسلهام
السلهام الأبيض زي مغربي تقليدي لسكان المغرب العربي الاصليين «الامازيغ»، توارثته الاجيال منذ عصور ما قبل الميلاد، وادخلوا عليه بعض التعديلات متأثرين بالفتح الإسلامي لدول المغرب العربي «ليبيا وتونس والجزائر والمغرب»، ثم موجة هجرة عرب الاندلس «العودة» بعد سقوط الاندلس في القرن السادس عشر الميلادي، لكن التعديلات لم تكن جوهرية، فقد تبدلت الألوان وأدخلت عليه بعض الحلي والتطريز للتزين، لكن السلهام بقى كما هو مميز باللون الابيض «الغالب»، ويحرص الأعيان ووجهاء القوم في المملكة المغربية على ارتدائه، ويُعتبر السلهام المغربي في الحواضر والبوادي من علامات الجاه والرفعة حيثُ يكثر استخدامهُ من قِبل شيخ القرية أو القاضي أو حتى شيخ المسجد، فضلًا عن ارتدائه من قِبل أناس عاديون نظرًا لسهولة لبسهِ. في السياق ذاته، يُمكن ملاحظة ارتداء هذه النوعية من الملابس من طرفِ العريس في حفل زفافه أو حتّى في مناسبة عائلية أخرى. يُعدّ السلهام باللون الأبيض مع جلابة مغربية بيضاء أيضًا أو بيضاء مُخطّطة بالأصفر، لباسا رسميا وفلكلوريا للقصر الملكي، وهو لباس رجال الدولة خلال الاحتفلات الملكية والأعياد الوطنيّة، حيث كانَ سلاطين المغرب ورجال المخزن قد اشتهروا قديمًا بارتداءِ السلهام مع الجلباب.

## وصف السلهام

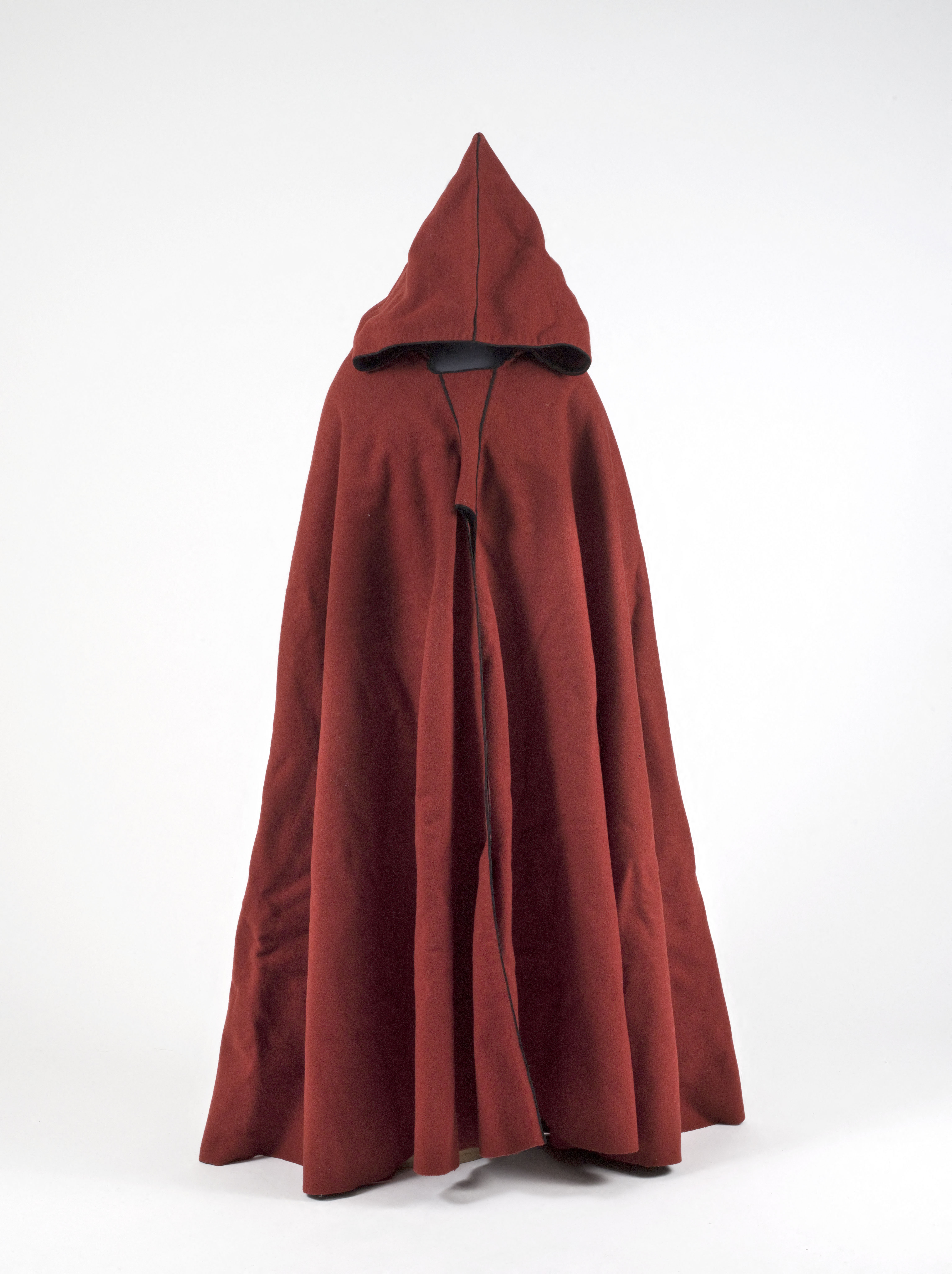

السلهام قطعة من الصوف أو الكشمير أو الديباج، فضفاض ويلبس فوق الجلباب ويشبه في هيئته الخارجية شكل جرس ، وهو من دون أكمام وله قب واسع عريض قد يغطي الرأس مرتين أو ثلاث مرات ويكاد كله أن يكون مفتوحًا من الأمام ، إذ لا تتعدى الخياطة فيه حيزًا صغيرًا على الصدر عن مطلع العنق.
وبحسب جذور الكلمة فقد أستمد السلهام اسمه من الكلمة العربية السلهم، ومعناه الضامر الطويل وهو ما ينطبق على هذا الرداء الرجالى، أو من الفعل "أسلهم" بمعنى تغيير ويفيد التغيير الذي قد يحدثه ارتداء هذا الزي على الهندام بشكل عام ، وتروي المراجع التاريخية أن السلهام أهم ما ميز الأمازيغ من سكان المغرب الأقدمين، وقد اشتهر السلهام في بلدان المشرق بأنه رداء مغربي أصيل، إذ لا وجود لمثله في البلدان العربية والإسلامية ، وكان المغاربة منذ القدم يرتدونه بوضعه على الكتفين.
وقد ظل السلهام طيلة قرون لباسًا ذكوريًا محضًا، فكان من المعيب أن يشاهد المغربي، خاصة في المناسبات والأعياد، من دون سلهام، كما شكل السلهام لسكان القرى والبوادي البعيدة وسيلة للوقاية من البرد. واليوم مع التحولات التي تعرفها الأزياء ، لم يعد هذا اللباس حكرًا على الرجال ، بل أقبلت عليه النساء أيضًا بعدما نجح مصممو الأزياء في تطويعه ليناسب النساء.

## طريقة اللبس
كان المغاربة منذ القدم يرتدون السلهام بوضعه على الكتفين، ويستمر بعض الحضريين من النخبة من ذوي التقاليد في ارتدائه بهذه الطريقة ولا سيما أيّام الأعياد وبعض المناسبات. ويتم ارتداؤه فوق الجلباب للرجال والنساء، ويختلف السلهام عن العباية أو البشت بأنه لا يتوفر على أكمام أو فتحات للذراعين أو من الامام، فهو برتدي بطريقة اللف حول الكتف وربطه من الامام عند الصدر، وهناك انواع لها «قب» وهو عبارة عن غطاء رأس مثلث، وأضيف القب إلى السلهام بعد توافد «المورسكيون» – عرب الاندلس- في الفرن السادس عشر الميلادي، كما اضيفت الألوان على الأكتاف وفي اسفل الثوب بالإضافة إلى التطريز الملون.

## السلهام وسوق الازياء
رغم الإقبال المحتشم على السلهام بخرقه المختلفة سواء أكان من الصوف أو «السوسدي» أو «المليفة» أو الوبر، الذي يشتهر بإنتاجه حرفيون مهرة بواحات فجيج، ما يزال قلة من المغاربة يتشبثون بهذا اللباس التقليدي الأصيل، واصبحت قلة قليلة هي التي تبحث عن هذا الرداء خصوصًا في البوادي ، أما في المدن فالطلب عليه اصبح نادرًا للغاية، كما أن الراغبين في إقتناءه هم من كبار السن أما الشباب فهم أقل إقبالًا على السلهام.